# هيئة الاتصالات والإعلام الأسترالية
هيئة الاتصالات والإعلام الأسترالية (بالإنجليزية: Australian Communications and Media Authority (ACMA)) هي هيئة قانونية تابعة للحكومة الأسترالية ضمن محفظة الاتصالات. تأسست هيئة الاتصالات والإعلام الأسترالية في 1 يوليو 2005 من خلال دمج هيئة الإذاعة الأسترالية وهيئة الاتصالات الأسترالية. الموجودة في أستراليا وهي مسؤولة عن تنظيم وإدارة الاتصالات ووسائل الإعلام. تأسست هيئة الاتصالات والإعلام الأسترالية لضمان أن الخدمات الإعلامية والاتصالات في أستراليا التي تعمل بشكل فعال وفي إطار قوانين وسياسات محددة.
تشمل مسؤوليات (ACMA) مجموعة واسعة من القضايا، مثل ترخيص الإذاعة والتلفزيون، والرقابة على المحتوى الإعلامي، وتنظيم خدمات الاتصالات، وحماية المستهلكين في مجال الاتصالات. تعمل (ACMA) على ضمان تقديم خدمات الاتصالات بطريقة عادلة وشفافة، وتعزيز التنافس في السوق، وضمان التزام الشركات بالمعايير واللوائح المحددة.

### منظمة
(ACMA) هي وكالة حكومية مستقلة يديرها فريق تنفيذي يضم الرئيس (وهو أيضًا رئيس الوكالة)، ونائب الرئيس (وهو أيضًا الرئيس التنفيذي). تقوم (ACMA) بجمع الإيرادات نيابة عن الحكومة الأسترالية من خلال ضرائب البث والاتصالات الراديوية والاتصالات ورسوم الترخيص. كما أنها تجمع الإيرادات من تخصيص الطيف على أساس السعر. يتكون هيكل الشركة من أربعة أقسام - البنية التحتية للاتصالات، والمحتوى، والمستهلك والمواطن، والشركات والأبحاث، والخدمات القانونية.
تتولى (ACMA) مسؤولياتها بموجب أربعة قوانين رئيسية - قانون خدمات البث لعام 1992، وقانون الاتصالات لعام 1997، وقانون الاتصالات (معايير حماية المستهلك والخدمة) لعام (1999)، وقانون الاتصالات الراديوية لعام (1992). هناك 22 قانونًا آخر تستجيب لها الوكالة في مجالات مثل البريد العشوائي، وسجل عدم الاتصال، والمقامرة التفاعلية. (ACMA) أيضًا بإنشاء وإدارة أكثر من 523 صكًا تشريعيًا بما في ذلك لوائح الاتصالات الراديوية والبريد العشوائي والاتصالات السلكية واللاسلكية، وخطط مناطق الترخيص لمحطات البث المجانية.
تقع المكاتب الرئيسية لـ (ACMA) في كانبيرا وملبورن وسيدني.

### التقارب والتغيير
تقارب الاتصالات هو دمج الخدمات التي كانت متميزة سابقًا والتي يتم من خلالها توصيل معلومات الهاتف والتلفزيون (المجاني والاشتراك) والإذاعة والصحف عبر المنصات الرقمية. (ACMA) أيضًا مع الصناعة والمواطنين لحل المخاوف الجديدة وتخفيف المخاطر الناشئة في المجتمع الشبكي المتطور واقتصاد المعلومات، مع إدراك أن الأستراليين يتفاعلون مع الاتصالات الرقمية والمحتوى بطرق متغيرة. لا تتناول (ACMA) مجموعة واسعة من المسؤوليات فحسب، بل إنها تفعل ذلك على خلفية التغيير السريع.
يوجد العديد من الضوابط على إنتاج وتوزيع المحتوى وتوفير خدمات الاتصالات من خلال الترخيص أو الترتيبات الفرعية الأخرى، أو من خلال المعايير والقواعد (سواء كانت تنظيمية مشتركة أو ذاتية التنظيم) تخضع للمراجعة والتكيف مع المجتمع الشبكي و اقتصاد المعلومات. علاوة على ذلك، هناك منصات وتطبيقات ونماذج أعمال جديدة وسلاسل قيمة وأشكال للتفاعل الاجتماعي متاحة مع المزيد في المستقبل في بيئة ديناميكية ومبتكرة. وتشمل التحديات الأخرى التي تواجه الهيئات التنظيمية القضايا المشتركة بين الولايات القضائية والحاجة إلى المشاركة والتعاون مع أصحاب المصلحة محلياً وإقليمياً ودولياً.
قامت (ACMA) بتطوير إطار عمل "منظم الاتصالات المتقاربة " الذي يسعى إلى جلب "أرضية مشتركة" للمناقشة العالمية لتحقيق نتائج تخدم الصالح العام. الأجزاء الأربعة الأساسية للإطار، والتي ينقسم كل منها إلى مسارين فرعيين، موضحة أدناه جنبًا إلى جنب مع الوظائف الرئيسية لـ (ACMA) تحت كل مهمة.
العبور إلى المستقبل لمشاركة الانشطة مع تيارات التغيير والتطوير الاستباقي للاستجابات من خلال قيادة الفكر والتطوير التنظيمي:
- مراجعة معايير الصناعة وقواعد الممارسة.
- تطوير تراخيص أكثر مرونة.
- تحديث أدوات إدارة الطيف لتقنيات تقاسم الطيف.
- البحث والتحليل لفحص فعالية التنظيم الحالي وتوفير التطوير التنظيمي المبني على الأدلة.

تحويل الوكالة تَكَيُّف المنظمة مع عالم التقارب المتغير من خلال ضمان التوافق الهيكلي مع التقارب والتركيز على ابتكار الوكالة:
- خلق المرونة من خلال التدريب على القدرات.
- التقارير المبنية على الأدلة حول أداء الصناعة وعروض الخدمات وفوائد المستهلك ومستويات التبني والاستخدام.
- إدارة قاعدة بيانات استخبارات البريد العشوائي.
- نهج قائم على الأدلة لتتبع أداء الصناعة أثناء التحول إلى التلفزيون الرقمي.

تسليم البرامج الرئيسية من خلال إدارة الموارد والبرامج مع حوكمة مؤسسية فعالة تمامًا:
- تطوير وتنفيذ برنامج وطني للتعليم في مجال السلامة السيبرانية.
- إدارة سجل عدم الاتصال.
- إدارة عقود الخدمات الهاتفية للأشخاص الصم أو الذين يعانون من إعاقة في السمع أو النطق.
- تطوير وتنفيذ إطار حوكمة الشركات والخطة الإستراتيجية لتكنولوجيا المعلومات والاتصالات.

التنظيم الفعال القيام"بالمهمة اليومية"للهيئة التنظيمية من خلال إدارة وعمليات تنظيمية تتسم بالفعالية والكفاءة إلى جانب المشاركة الواسعة لأصحاب المصلحة:
- تنظيم خدمات الاتصالات والبث ومحتوى الإنترنت وخدمات بث البيانات.
- إدارة الوصول إلى نطاقات طيف الترددات الراديوية من خلال ترخيص الاتصالات الراديوية، بما في ذلك ترخيص هواة الراديو.
- حل الطلبات المتنافسة على الطيف من خلال ترتيبات تراخيص البث وطرق التخصيص على أساس الأسعار.
- تنظيم استخدام طيف الترددات الراديوية والتقليل من تداخل الاتصالات الراديوية.
- تنظيم الامتثال للتشريعات ذات الصلة وشروط الترخيص وقواعد الممارسة والمعايير وضمانات الخدمة والضمانات الأخرى.
- تعزيز وتسهيل حلول التنظيم الذاتي والتنظيم المشترك للصناعة.
- إعلام الصناعة والمستهلكين بشأن تنظيم الاتصالات.

تمثيل مصالح أستراليا دوليًا (انظر الاتحاد الدولي للاتصالات )

### خط ACMA الساخن للإبلاغ عن المحتوى المسيء أو غير القانوني عبر الإنترنت
تدير ACMA آلية شكاوى للمقيمين الأستراليين ووكالات إنفاذ القانون للإبلاغ عن المحتوى المحظور عبر الإنترنت، بما في ذلك مواد الاعتداء الجنسي على الأطفال . ضمن المخطط، الذي يعمل بموجب الجدولين 5 و7 من قانون خدمات البث لعام (1992)، يتم تقييم المحتوى بالرجوع إلى نفس المعايير ضمن نظام التصنيف الوطني الذي ينطبق على الأفلام وألعاب الكمبيوتر في أستراليا.
الخط الساخن لـ (ACMA) هو واحد من شبكة عالمية من الهيئات الدولية ضمن (INHOPE) الرابطة الدولية للخطوط الساخنة للإنترنت التي تتبادل المعلومات حول صور إساءة معاملة الأطفال، مع تحديد البلدان المضيفة للمساعدة في القضاء عليها من الويب. يتكون (INHOPE) من 44 عضوًا في 38 دولة، ومن بين الأعضاء مؤسسة مراقبة الإنترنت (المملكة المتحدة)، والمركز الوطني للأطفال المفقودين والمستغلين (NCMEC)، وCyberia (كندا)، ومؤسسة "فريندلي رانليت (الاتحاد الروسي)، ومركز الخط الساخن للإنترنت في اليابان.
إذا تم العثور على محتوى محظور عبر الإنترنت في أستراليا، فسيتم إصدار إشعار بإزالته بعد تصنيفه رسميًا، إذا تمت استضافته في الخارج، فسيتم إخطاره بمرشحات صديقة للعائلة للمستخدم النهائي الاختيارية والمعتمدة من قبل الصناعة من خلال جمعية صناعة الإنترنت وهي متاحة بتكلفة من مزودي خدمات الإنترنت يتم الإبلاغ عن جميع المحتويات غير القانونية المحتملة من قبل هيئة (ACMA) إلى جهات إنفاذ القانون في أستراليا، أو في حالة مواد الاعتداء الجنسي على الأطفال المستضافة في الخارج، من خلال الرابطة الدولية للخطوط الساخنة للإنترنت (INOHEP) لإخطار الشرطة بسرعة وإزالتها في البلد المضيف.
تنشر (ACMA) إحصائيات ومعلومات شاملة حول الخط الساخن لـ (ACMA) على موقعها الإلكتروني. تتعلق غالبية التحقيقات التي تجريها (ACMA) بمواد الاعتداء الجنسي على الأطفال عبر الإنترنت. عادةً ما يتم تقديم الشكاوى إلى الخط الساخن لـ (ACMA) عبر نموذج ويب على موقع الويب الخاص (ACMA).
تشمل المفاهيم الخاطئة الشائعة حول الدور التنظيمي لـ (ACMA) أنها تحقق وتتخذ إجراءً بشأن مواقع الويب بأكملها (تتحقق من عناوين URL أو صور أو ملفات محددة) وأن (ACMA) تتسبب في حظر المحتوى على مستوى مزود خدمة الإنترنت تقوم بإخطار المحتوى المستضاف في الخارج إلى نهاية اختيارية مرشحات المستخدم.
في فبراير 2013، أعلنت (ACMA) والشرطة الفيدرالية الأسترالية عن اتفاقية جديدة لمشاركة المعلومات حول المواد الخطيرة المتعلقة بإساءة معاملة الأطفال، بما في ذلك ترتيب يمكن بموجبه لـ (ACMA) الإبلاغ عن المحتوى من خلال (INHOPE) استنادًا إلى المكان الذي يمكن إنتاج المحتوى فيه، وكذلك مكان استضافته.
خلال الأسبوع الوطني لحماية الطفل (2013)، أجرى الخط الساخن لـ ACMA 418 تحقيقًا تتضمن أكثر من 4700 صورة لأطفال تعرضوا للإساءة إلى وكالات الشرطة الأسترالية أو من خلال شبكة (INHOPE) الدولية للعمل في الخارج. خلال الأسبوع، أعلنت (ACMA) أنها تعمل الآن بشكل وثيق مع توقف الجريمه في أستراليا لتسهيل الإبلاغ عن المحتوى غير القانوني عبر الإنترنت.
لا يرتبط دور (ACMA) عبر الإنترنت بمزود خدمة الإنترنت الذي يحظر أسوأ مواد إساءة معاملة الأطفال، والتي كان يديرها مقدمو خدمات الإنترنت والشرطة الفيدرالية الأسترالية. وفي يوليو 2015، انتقلت هذه الوظيفة إلى مكتب مفوض سلامة الأطفال.

### لا تتصل بالتسجيل
تدير (ACMA) سجل عدم الاتصال في أستراليا، وهو مخطط لتقليل مكالمات التسويق عبر الهاتف غير المرغوب فيها ورسائل الفاكس التسويقية للأفراد الذين أشاروا إلى أنهم لا يريدون تلقي مثل هذه المكالمات عن طريق تسجيل أرقام هواتفهم الخاصة والمحلية(بما في ذلك الهاتف المحمول)وأرقام الفاكس في السجل . وقد بدأ العمل بالمخطط منذ مايو 2007. منذ منتصف عام 2013، قام سلمات بإدارة السجل نيابة عن (ACMA).

### قانون البريد العشوائي
(ACMA) مسؤولة عن تطبيق قانون البريد العشوائي لعام (2003) الذي يحظر إرسال رسائل إلكترونية تجارية غير مرغوب فيها مع رابط أسترالي. تحتوي الرسالة على رابط أسترالي إذا نشأت أو تم الترخيص بها في أستراليا، أو إذا تم الوصول إلى الرسالة في أستراليا. يجب على أي شخص يرسل بريدًا إلكترونيًا تجاريًا أو رسائل نصية قصيرة أو رسائل فورية للتأكد من إرسال الرسالة بموافقة، وتحتوي على هوية المرسل ومعلومات الاتصال وتتضمن وسيلة وظيفية لإلغاء الاشتراك. تنطبق بعض الإعفاءات.
يمكن لأفراد الجمهور تقديم الشكاوي والتقارير حول الرسائل الإلكترونية التجارية إلى (ACMA) والتي قد تجري تحقيقات رسمية وتتخذ إجراءات التنفيذ.

### مبادرة أمن الإنترنت الأسترالية والبرامج الضارة
قامت (ACMA) بتطوير مبادرة أمن الإنترنت الأسترالية (AISI) للمساعدة في معالجة مشكلة أجهزة الكمبيوتر التي تتعرض للاختراق بسبب التثبيت الخفي للبرامج الضارة. تسمح "البرامج الضارة" بالتحكم عن بعد في جهاز الكمبيوتر للقيام بأنشطة غير قانونية وضارة دون علم المالك.
- الوصول إلى المعلومات الشخصية الحساسة المخزنة على الكمبيوتر مثل السير الذاتية والمستندات الحساسة والصور الفوتوغرافية ومقاطع الفيديو، والخدمات المصرفية، وتفاصيل تسجيل الدخول أو كلمة المرور الأخرى.
- الوصول عن بعد إلى كاميرا الكمبيوتر والميكروفون.
- تشكل جزءًمن مجموعة أكبر من أجهزة الكمبيوتر المعروفة باسم"شبكات الروبوت"من بين أمور أخرى، تُستخدم شبكات الروبوت للمساعدة في التوزيع الشامل للبريد العشوائي والبرامج الضارة الأخرى، واستضافة مواقع التصيد الاحتيالي وهجمات الحرمان من الخدمات الموزعة (DDoS)على مواقع الويب.

### الإصلاح الأمني لقطاع الاتصالات (TSSR)
بدأ الإصلاح الأمني لقطاع الاتصالات (TSSR) في 18 سبتمبر 2018.
يقدم (TSSR) أربعة تدابير جديدة منها:
- التزام أمني، يتطلب من شركات النقل ومقدمي خدمات النقل حماية شبكاتهم ومنشآتهم ضد التهديدات التي يتعرض لها الأمن القومي من الوصول أو التدخل غير المصرح به.
- شرط الإخطار، الذي يتطلب من شركات النقل ومقدمي خدمات النقل المعينين إبلاغ الحكومة بأي تغييرات مقترحة على أنظمة أو خدمات الاتصالات الخاصة بهم والتي من المحتمل أن يكون لها تأثير سلبي جوهري على قدرتهم على الامتثال لالتزاماتهم الأمنية.
- قدرة الحكومة على الحصول على معلومات أكثر تفصيلاً من شركات النقل ومقدمي خدمات النقل في ظروف معينة لدعم عمل مركز البنية التحتية الحيوية.
- قدرة الحكومة على التدخل وإصدار التوجيهات في الحالات التي توجد فيها مخاوف أمنية وطنية كبيرة لا يمكن معالجتها بوسائل أخرى.[15]

### الدور في تنظيم محتوى الإنترنت
في عام (2000)، تم إنشاء إطار تشريعي لتنظيم المحتوى عبر الإنترنت من خلال إضافة جدول جديد (الجدول 5) إلى قانون خدمات البث لعام (1992). كانت هيئة الإذاعة الأسترالية مسؤولة عن إدارة وتنفيذ الإطار، وانتقلت هذه المسؤولية إلى (ACMA) في عام (2005).
وكان العنصر الأساسي في هذا الإطار هو إنشاء آلية الشكاوى بموجب الجزء الرابع من الجدول. يمكن لأفراد الجمهور تقديم شكوى إلى (ACMA) بشأن المواد المسيئة عبر الإنترنت، ويمكن لـ (ACMA) التحقيق، ثم إخطار مقدمي خدمات الإنترنت لمنع الوصول إلى المحتوى المحظور. كما سمح إطار العمل لـ (ACMA) ببدء تحقيق "ذاتي" في المحتوى الذي يحتمل أن يكون محظورًا. تم تصميم الإطار ليكون متسقًا مع نظام التصنيفات الوطني المدونة والمبادئ التوجيهية للتصنيف التي وضعها قانون التصنيف المنشورات والأفلام وألعاب الكمبيوتر لعام (1995). من خلال هذه الآلية لتحديد المحتوى المحظور أو المحظور، تقوم (ACMA) فعليًا بإنشاء "قائمة سوداء" للمحتوى الذي يجب على مقدمي خدمات الإنترنت رفض وصول المستخدمين إليه.
تم تعديل هذا الإطار بشكل أكبر في عام (2007) بموجب قانون تعديل تشريعات الاتصالات خدمات المحتوى (2007) حيث ينطبق الجدول 5 فقط على المحتوى المخزن المتاح عبر الإنترنت ولكنه لا ينطبق بسهولة على المحتوى "السريع الزوال" مثل المواد المتدفقة. تم إدخال جدول جديد (الجدول 7) لتنظيم هذا المحتوى بما يتوافق مع نظام التصنيفات الوطني.
في 10 مارس 2009، أصدرت (ACMA) إشعارًا مؤقتًا بحذف الرابط لشركة Bulletproof Networks، وهي شركة استضافة ويب أسترالية، على أساس أن Whirlpool، أحد عملاء Bulletproof Networks، نشرت رابطًا إلى موقع ويب مناهض للإجهاض مدرج في القائمة السوداء موقع. كان هناك جدل حول أن المادة التي استضافتها شركة Whirlpool كانت عبارة عن إشعار استجابة من (ACMA) يفيد بأن موقع الويب قد تم إدراجه في القائمة السوداء (تضمن الإشعار عنوان موقع الويب الذي تم إدراجه في القائمة السوداء).

### تسربت القائمة السوداء لـ ACMA
في 19 مارس 2009، أفيد أن القائمة السوداء للمواقع المحظورة الصادرة عن (ACMA) قد تم تسريبها عبر الإنترنت، وتم نشرها بواسطة ويكيليكس. حصل جوليان أسانج، مؤسس ويكيليكس، على القائمة السوداء بعد أن حجبت (ACMA) العديد من صفحات ويكيليكس بعد نشر القائمة السوداء الدنماركية وال أسانج إن"هذا الأسبوع شهد انضمام أستراليا إلى الصين والإمارات العربية المتحدة باعتبارهما الدولتين الوحيدتين اللتين تفرضان رقابة على ويكيليكس"تم نشر ثلاث قوائم يُزعم أنها من (ACMA) على الإنترنت على مدار سبعة أيام.
وتضمنت القائمة المسربة، التي ورد أنه تم الحصول عليها من شركة مصنعة لبرامج تصفية الإنترنت، 2395 موقعًا ما يقرب من نصف المواقع المدرجة في القائمة لم تكن مرتبطة بالمواد الإباحية المتعلقة بالأطفال، وتضمنت مواقع المقامرة عبر الإنترنت، وصفحات اليوتيوب، ومواقع المواد الإباحية للمثليين، والمغايرين، وإدخالات ويكيبيديا، ومواقع القتل الرحيم، ومواقع الأديان الهامشية، والمواقع المسيحية، وحتى مواقع الويب الخاصة بمنظمي الرحلات السياحية وطبيب أسنان كوينزلاند. قال كولين جاكوبس، المتحدث باسم مجموعة الضغط الحدود الإلكترونية أسترالياa، إنه لا توجد آلية لمشغل الموقع لمعرفة أنه تم إدراجه في القائمة أو طلب حذفه منها. ألقى وزير الاتصالات الأسترالي، ستيفن كونروي، باللوم لاحقًا على إضافة الموقع الإلكتروني لطبيب الأسنان إلى القائمة السوداء لـ "الغوغاء الروس".
وقال الأستاذ المساعد بيورن لاندفيلدت من جامعة سيدني إن القائمة المسربة "تشكل موسوعة مكثفة للفساد وربما مواد خطيرة للغاية" قال ستيفن كونروي إن القائمة ليست القائمة السوداء الحقيقية ووصف تسريبها ونشرها بأنه "غير مسؤول على الإطلاق"وأنه يقوض الجهود المبذولة لتحسين"السلامة السيبرانية" وقال إن (ACMA) كانت تحقق في الحادث وتدرس مجموعة من الإجراءات المحتملة بما في ذلك الإحالة إلى الشرطة الفيدرالية الأسترالية، وأن الأستراليين المشاركين في إتاحة المحتوى سيكونون في"خطر جدي للملاحقة الجنائية.
نفى كونروي في البداية أن تكون القائمة المنشورة على ويكيليكس والقائمة السوداء لـ (ACMA) هي نفسها، قائلاً "هذه ليست القائمة السوداء لـ (ACMA) وذكر أنه يُزعم أن القائمة المسربة كانت سارية في 6 أغسطس 2008 وتحتوي على 2400 عنوان URL، حيث تحتوي القائمة السوداء لـ (ACMA) لنفس التاريخ على 1061 عنوان URL. وأضاف أن (ACMA) نصحت بوجود عناوين URL في القائمة المسربة التي لم تكن أبدًا موضوع شكوى أو تحقيق من قبل ACMA، ولم يتم تضمينها مطلقًا في القائمة السوداء لـ (ACMA). تم دعمه بواسطة ISP Tech 2U، وهو واحد من ستة مزودي خدمة إنترنت يشاركون في تجارب تكنولوجيا التصفية.
تم التشكيك في إنكار كونروي من قبل رابطة صناعة الإنترنت (IIA)، التي أدان علنًا نشر القائمة، وقال الرئيس التنفيذي بيتر كورونيوس"لا يمكن لأي شخص عاقل أن يؤيد نشر الروابط التي تشجع الوصول إلى صور إساءة معاملة الأطفال، بغض النظر عن ذلك دوافعهم، والتي تبدو في هذه الحالة سياسية.
ادعى كونروي لاحقًا أن القائمة السوداء المسربة المنشورة على ويكيليكس تشبه إلى حد كبير القائمة السوداء الرسمية، معترفًا بأن القائمة الأخيرة (بتاريخ 18 مارس) "يبدو أنها قريبة" من القائمة السوداء الحالية لـ (ACMA).
في جلسة تقديرية للحكومة الفيدرالية الأسترالية في 25 مايو 2009 تم الكشف عن أن التسريب تم أخذه على محمل الجد لدرجة أنه تمت إحالته إلى الشرطة الفيدرالية الأسترالية للتحقيق فيه. وذكر أيضًا أنه تم حجب توزيع التحديثات الإضافية للقائمة حتى يتمكن المستلمون من تحسين أمانهم. أكدت نيريدا أولولين من (ACMA) أن القائمة تمت مراجعتها وأنها اعتبارًا من 30 أبريل تتكون من 997 عنوان URL.
في عام (2021)، تم إلغاء الجدولين (5 و7) من قانون خدمات البث لعام (1992) كجزء من سن قانون السلامة عبر الإنترنت لعام (2021). أنشأ هذا القانون مفوض السلامة الإلكترونية (المادة 26)، وبموجب الجزء 3 من القانون، أعطى المفوض مسؤولية إدارة وتنفيذ نظام المحتوى عبر الإنترنت (الجزء 9).

### أنظر أيضا
- الرقابة على الإنترنت في أستراليا
- الاتحاد الدولي للاتصالات